# III Liceum Ogólnokształcące im. Adama Mickiewicza w Tarnowie

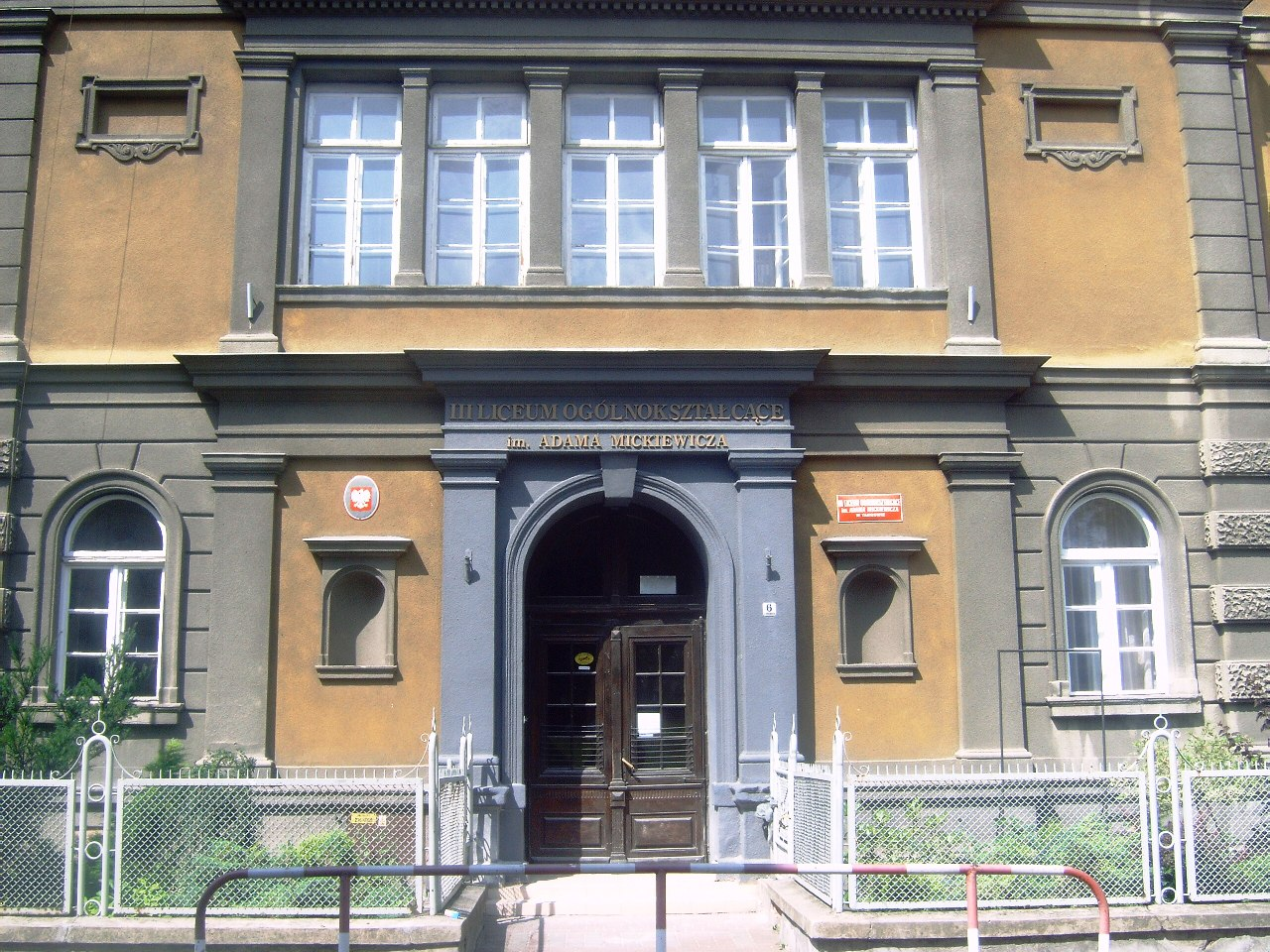
Wejście do szkoły

III Liceum Ogólnokształcące im. Adama Mickiewicza w Tarnowie – szkoła ponadpodstawowa w Tarnowie.

## Historia
- 1849 – powstanie pierwszej szkoły realnej w Tarnowie
- 1874 – zakończenie działalności szkoły realnej
- 1896 i 1897 – tarnowska rada miejska podjęła uchwałę o powtórnym powołaniu do życia szkoły realnej
- 1897/1898 – pierwszy rok działalności Tarnowskiej Wyższej Szkoły Realnej po zezwoleniu Ministerstwa Wyznań i Oświecenia Publicznego. Szkoła mieściła się wówczas w budynkach przykatedralnych.
- czerwiec 1903 – postawienie kamienia węgielnego pod budowę nowego gmachu szkoły przy ul. Nowy Świat
- 1904 – zakończenie budowy nowej siedziby szkoły
- 8 sierpnia 1914 – władze austriackie urządzają w budynku szkoły magazyny wojskowe
- listopad 1914 – Rosjanie po zajęciu Tarnowa urządzają w budynku szkoły magazyny i szpital
- luty 1915 – podczas ostrzału miasta przez austriacką artylerię zniszczone zostało lewe skrzydło gmachu szkoły wraz ze znajdującymi się w nim zbiorami naukowymi, biblioteką i salą gimnastyczną
- 14 sierpnia 1915 – wznowienie nauki w budynku przy Placu Kazimierza z inicjatywy dyrektora I Gimnazjum – Jana Jaglarza
- wrzesień 1916 – zajęcia zaczęły się odbywać w odnowionym skrzydle budynku przy ul. Nowy Świat, podczas gdy reszta gmachu nadal zajęta była przez wojsko
- 1920/1921 – przekształcenie 7-letniej Wyższej Szkoły Realnej w 8-letnie Gimnazjum o profilu matematyczno-przyrodniczym
- 1925 – nadanie szkole nazwy III Państwowego Gimnazjum im. Adama Mickiewicza
- 17 stycznia 1927 – w wyniku działań dyrekcji i Komitetu Rodzicielskiego zezwolono na zmianę profilu szkoły na gimnazjum typu humanistycznego. Kolejna reorganizacja III Gimnazjum nastąpiła w 1932. Wówczas to 8-klasowe Gimnazjum przekształcone zostało na 4-klasowe gimnazjum i 2-klasowe liceum.
- 1929 – gruntowny remont budynku szkoły
- 1937/1938 – ponowne uruchomienie gimnazjum i liceum o profilu matematyczno-przyrodniczym
- 1937 – przy III Gimnazjum i Liceum działało 3-letnie Liceum Pedagogiczne
- 1939 – decyzją niemieckich okupantów budynek szkoły zostaje wykorzystany jako szpital dla rannych polskich jeńców
- 12 lutego 1945 – ponowne rozpoczęcie nauki
- 1948 – przekształcenie szkoły w 11-letnią Szkołę Ogólnokształcącą stopnia Podstawowego i Licealnego. Od tego roku jest to szkoła koedukacyjna
- 1950 – szkołę przeniesiono do budynku dawnej szkoły podstawowej im. Kazimierza Brodzińskiego przy ulicy o tej samej nazwie
- 1951 – zmiana nazwy szkoły na Szkołę Ogólnokształcącą stopnia licealnego TPD
- 1956 – III LO przestaje być szkołą TPD i od tej pory nosi nazwę III Liceum Ogólnokształcącego im. Adama Mickiewicza
- wiosna 1959 – oddano do użytku boisko sportowe nieopodal szkoły
- 1974/1975 – rozpoczęto starania o przyłączenie do III LO sąsiedniego budynku przy ulicy Brodzińskiego 8; oddanie do użytku całego budynku było najważniejszym wydarzeniem roku szkolnego 1988/1989
- czerwiec 1979 – początek budowy sali gimnastycznej, którą zakończono w roku szkolnym 1983/1984

## Dyrektorzy
- Franciszek Nowosielski (1897–1900)
- Karol Trochanowski (1900–1924)
- Bronisław Szuba (1925–1931)
- Antoni Herzig (1931–1934)
- Tadeusz Machalski (1934–1939)
- Stanisław Szymański (1945–1956)
- Władysław Kurowski (1956–1970)
- Stanisław Sak (1970–1972)
- Józef Citak (1972–1991)
- Jerzy Skalski (1991–2009)
- Jan Ryba (od 2009)

## Nauczyciele
- Karol Benedykt Kautzki
- Tomasz Sobczak

## Absolwenci
- Józef Barnaś
- Stefan Balicki[2]
- Roman Ciepiela
- Jacek Dukaj
- Marek Dziekan
- Julian Grabowski
- Henryk Jachciński
- Józef Kloch
- Jakub Kwaśny
- Marcin Kwaśny
- Michał Pasierbiewicz
- Zygmunt Pawlus
- Jan Stanisław Potempa
- Edyta Ropek
- Andrzej Skórski
- Ernest Wittman[2]
- Gwidon Wójcik
- Roman Zahaczewski[2]
- Andrzej Zieliński

## Pozycje w rankingach

### Ogólnopolski ranking szkół średnichRzeczpospolitejiPerspektyw
- 2024 - pozycja 75. (8. pozycja w małopolskim)
- 2023 - pozycja 109.
- 2022 - pozycja 75.
- 2021 - pozycja 107.
- 2020 - pozycja 107. (10. pozycja w małopolskim)
- 2019 - pozycja 117. (5. pozycja w małopolskim)
- 2018 - pozycja 115. (8. pozycja w małopolskim)
- 2017 - pozycja 108. (11. pozycja w małopolskim)
- 2016 - pozycja 134. (8. pozycja w małopolskim)
- 2015 - pozycja 123. (6. pozycja w małopolskim)
- 2014 - pozycja 128. (8. w woj. małopolskim)
- 2013 - pozycja 140. (6. w woj. małopolskim)
- 2012 - pozycja 195. (12. w woj. małopolskim)
- 2011 – pozycja 136. (23. w woj. małopolskim)
- 2010 – pozycja 317. (23. w woj. małopolskim)
- 2009 – pozycja 60. (4. w woj. małopolskim)
- 2008 – pozycja 114. (5. w woj. małopolskim)
- 2007 – pozycja 85.
- 2006 – pozycja 83. (5. w woj. małopolskim)
- 2005 – pozycja 105.
- 2004 – pozycja 182.
- 2003 – pozycja 142. (9. w woj. małopolskim)
- 2002 – pozycja 95.
- 2001 – pozycja 81. (6. w woj. małopolskim)
- 2000 – pozycja 83. (4. w woj. małopolskim)

### Ranking małopolskich liceówGazety Wyborczej
- Edycja XX (2015) – pozycja 14.
- Edycja XVIII (2013) – pozycja 6.
- Edycja XVII (2012) – pozycja 12.
- Edycja XVI (2011) – pozycja 7.
- Edycja XV (2010) – pozycja 8.
- Edycja XIV (2009) – pozycja 8.
- Edycja XIII (2008) – pozycja 7.
- Edycja XII (2007) – pozycja 9.
- Edycja XI (2006) – pozycja 9.
- Edycja X (2005) – pozycja 7.
- Edycja IX (2004) – pozycja 23.

### Ranking Szkół Kompetencji Przyszłości
- Edycja 2018 – pozycja 26. (3. w woj. małopolskim)